# Canvas (HTML)
Canvas е елемент в HTML5, който служи за създаване на графични изображения посредством динамичен езици за програмиране (обикновено JavaScript).
Елементът първоначално е представен от Apple за браузъра си Safari. Mozilla Firefox поддържа canvas от версия 1.5, а Internet Explorer – от версия 9.

## Примери
```
<
canvas
 
id
=
"c"
 
width
=
"200"
 
height
=
"200"
>

Този текст се показва, ако браузърът не поддържа canvas.

</
canvas
>

```

С помощта на JavaScript можете да се рисува върху него:
```
var
 
canvas
 
=
 
document
.
getElementById
(
'c'
);

var
 
context
 
=
 
canvas
.
getContext
(
'2d'
);

context
.
fillStyle
 
=
 
'red'
;

context
.
fillRect
(
30
,
 
30
,
 
50
,
 
50
);

```

Този код рисува червен правоъгълник на екрана.
Спецификацията за canvas предвижда създаването на двуизмерна и триизмерна графика.